# Tetrabutylammoniumhexachloroplatinat(IV)
Tetrabutylammoniumhexachloroplatinat, C32H72N2PtCl6, ist eine organische Verbindung des Tetrabutylammonium-Ion und der Hexachloroplatinsäure.

## Eigenschaften
Tetrabutylammoniumhexachloroplatinat ist ein oranges Pulver bzw. sind orange Kristalle. Bei 225 °C zersetzt es sich.

## Verwendung
Tetrabutylammoniumhexachloroplatinat kann als Katalysator verwendet werden.

## Sicherheitshinweise
Die Verbindung kann durch Hautkontakt oder Inhalieren sensibilisieren. Orale Einnahme ist akut toxisch. An den Augen hinterlässt es schwere Schäden.